# Cynorta meridensis
Cynorta meridensis is een hooiwagen uit de familie Cosmetidae.